# Histoire des Algonquins
L'histoire des Amériques, à fortiori des Algonquins, commence souvent avec sa découverte par l'Italien Christophe Colomb en 1492, mais pourtant, les premières traces de vies sur le continent remontent à environ 25 000 ans avant notre ère. C'est petit à petit que des vagues d'autochtones se succédèrent et au fil des glaciations peuplèrent l'Amérique. Au Québec, on relate l'arrivée des premiers occupants vers 15 000 ans avant notre ère à la suite du retrait tardif du glacier. Au nord-ouest du Québec, en Abitibi-Témiscamingue, « ce n'est que vers 10 500 ans avant notre ère que commence la libération des glaces qui emprisonnent jusqu'alors le territoire » et le peuplement.
Traditionnellement, les Algonquins ou Anishinaabeg en langue algonquine, vivaient d'un mode de vie nomade, de chasse et de pêche ainsi que de la cueillette de petits fruits.

## Origine
À l'origine, les premiers habitants Algonquins s'établissent autour des lac Témiscamingue et Abitibi. Ils occupaient également de plus large territoire des quatre coins cardinaux : 
- au sud, sur les rives de la rivière Outaouais ;
- au nord jusqu'aux territoires des Cris ;
- à l'est, ils côtoyaient les Attikameks sur les terres de la Haute-Mauricie ;
- et à l'ouest jusqu'aux territoires des Ojibwés situés au moyen Nord de l'Ontario actuel [1].

## Contact avec les «Blancs»
Dans les années 1760 à 1820, les Algonquins pratiquent le commerce des fourrures, cette activité commerciale féconde est bénéfique pour eux et offre des avantages d'échange avec l'homme blanc. C'est à l'aide des postes de traite que ces échanges se font. Entre 1678 et 1685, les Français construisirent le fort Témiscamingue et en 1686 celui du fort Abitibi. Autour de 1820, le changement se fait sentir, l'industrie du bois connaît une progression et oblige les Algonquins à se retirer plus loin à l'intérieur du territoire du Québec. Bientôt, la colonisation du Nord-Ouest du Québec par la population euro-canadienne accentuera ce processus.

## De 1850 à aujourd'hui…
C'est au milieu du XIXe siècle que la sédentarisation des Algonquins s'est intensifiée, en même temps que la colonisation de l'Abitibi-Témiscamingue. Après la guerre de 1812, les administrateurs responsables des Autochtones étaient préoccupés par une question : comment « civiliser » les chasseurs nomades en faisant d'eux des agriculteurs? À partir de 1850, une étape importante des traités vient d'être adoptée; une désignation de terres réservées aux Amérindiens vient d'être déterminée.». 1851 fut l'année de création des deux premières réserves algonquines du territoire du Québec: Kitigan Zibi et Timiskaming.
« De 1940 à 1974, plusieurs réserves se sont fondées, entre autres celles de Lac-Simon, de Lac-Rapide, de Pikogan et de Kebaowek. Cependant, quelques communautés ne sont pas constituées en réserve : Kitcisakik et Hunter's Point». Aujourd'hui, on peut compter neuf communautés algonquines au Québec. Parmi ces réserves, sept se retrouvent en Abitibi-Témiscamingue :  Hunter's Point, Kebaowek, Lac-Simon, Kitcisakik, Pikogan, Timiskaming et Winneway. Les deux autres réserves algonquines, Lac-Rapide et Kitigan Zibi, sont situées dans la région de l'Outaouais. Notez bien que certains Algonquins vivent à l'extérieur des réserves qui leur sont conférées. Les villes d'Amos, Val-d'Or et Maniwaki sont parmi les villes où ils habitent.

## La chasse et la pêche
Les Algonquins, avant l'arrivée des Européens, étaient un peuple qui subsistait grâce à la chasse, la pêche et la cueillette. Selon la saison ils sont soit chasseurs ou pêcheurs. D'une part, en été quand ils pratiquent en majeure partie la pêche et la chasse aux oiseaux aquatiques, d'autre part, l'hiver, ils survivent grâce à la chasse aux mammifères terrestres.

### L'hiver
La chasse était l'une des activités de subsistance les plus importantes, car le gibier pouvaient les nourrir, mais ils pouvaient également se servir de la peau des animaux pour fabriquer des vêtements chauds. Ils chassaient plusieurs espèces telles que les cervidés, des ours, des rongeurs, des oiseaux. Une adaptation de leurs techniques de chasse était fait selon le type de gibiers chassés. Par exemple, ils utilisaient la trappe pour attraper les petits rongeurs et faisaient une chasse collective pour abattre un orignal. Selon les estimations des historiens, une famille autochtone (15 à 20 personnes), avait besoin d'environ 135 km2 de territoire pour satisfaire leurs besoins en nourriture. Il faut considérer plusieurs facteurs vis-à-vis de ce chiffre ; la dispersion du gibier, la présence de montagne, de lac, de rivière et de clairière.

### L'été
L'été est considéré comme une saison d'abondance. Les plans d'eau sont accessibles et la migration de plusieurs espèces d'oiseaux se fait. À l'aide arc à flèche, ils pouvaient chasser des bêtes à plumes. Plusieurs techniques de pêche étaient employées telles que la pêche au filet, à la ligne, au barrage et au harpon. Pour la pêche au barrage, ils construisaient un barrage à l'aide de branche. L'eau pouvait circuler, mais le poisson ne pouvait pas passer. Les chasseurs n'avaient qu'à récolter le poisson. Outre le gibier, ils se nourrissait d'une grandes variétés de fruits sauvages.
Avant l'arrivée des Européens, les Algonquins étaient en harmonie avec l'écosystème. Ils chassaient, pêchaient et cueillaient selon leur capacité et selon les saisons. Cependant, cette harmonie fut brisée avec l'arrivée des blancs, ils se sont mis à chasser pour commercialiser.

## Le commerce

### La traite des fourrures
Pour les prochains paragraphes, il sera question de la traite des fourrures entre les blancs et les Algonquins. En effet, la traite des fourrures est très populaire au début de la colonisation de la Nouvelle-France par les Européens. Pour être plus précis, les paragraphes suivants traiteront des débuts de la traite des fourrures, de la manipulation exercée par les Français sur les Algonquins, des bénéfices pour les blancs ainsi que pour les autochtones à marchander entre eux et les changements de mode de vie des Algonquins dû à la traite des fourrures.

#### Les débuts de la traite des fourrures (XVIesiècle)
Lors du XVIe siècle, les Français débarquent en Amérique. Une fois sur les côtes, ils y trouvent plusieurs tribus autochtones algonquiennes. Ceux-ci vivent de chasse, de pêche ainsi que de la trappe. Les Français commencent à établir un réseau d'échanges avec les autochtones vivants sur ces lieux. L'activité qui solidifie la fondation et la suivie de la Nouvelle-France et assurément la traite des fourrures. Ce système était basé sur le troc impliquant les peuples autochtones et les colonisateurs plutôt que sur une économie monétaire. Les Français obtenaient des peaux et des fourrures contre des objets d'utilisées courante tel que des miroirs, des outils, de l'alcool, etc. En effet, les fourrures, qui sont faciles à obtenir pour les Algonquins, ne sont pas aussi aisées à obtenir pour les Français.
Les Algonquins pensaient berner les Français en leur remettant de vieilles fourrures qu'ils disaient de qualités communes à leurs yeux.

#### Évolution pour un bénéfice commun (XVIIesiècle)
Français comme autochtones bénéficiaient donc de ce commerce. Au début, les échanges se déroulaient principalement dans la plaine du Saint-Laurent, mais cette industrie encore récente prend vite de l'expansion et finit par se déplacer très rapidement vers les régions nordiques dont le Témiscamingue et l'Abitibi. Au milieu du XVIIe siècle, les Algonquins du Témiscamingue et de l'Abitibi exercent le commerce des fourrures avec les Français en allant soit à Tadoussac ou Montréal. Toutefois, la qualité des fourrures algonquines était tellement bonne que cela incite certains marchands montréalais à construire le premier vrai poste de traite des fourrures. Ce poste de traite voit donc le jour en 1679 au Témiscamingue sur une île se trouvant à l'embouchure de la rivière Montréal,.

### L'industrie forestière et les Algonquins
Depuis l'arrivée des blancs en Amérique du Nord, les relations entre ces derniers et les Algonquins ont souvent été une source de conflits. Les relations avec la communauté du Lac Barrière ne font pas exception. Les compagnies forestières ont repoussé sans cesse la limite de leurs activités, de concert avec les différents paliers gouvernementaux, confinant ainsi les communautés autochtones dans des territoires insuffisants quant à la superficie et aux ressources. Des causes de conflits entre ces deux groupes sont l'exploitation de la ressource ligneuse sur le territoire algonquin et la reconnaissance de leur nation.
La guerre de 1793 entre l'Angleterre et la France stimule l'économie des colonies anglaise établie en Amérique du Nord. Ces dernières agissent comme fournisseurs de bois pour l'Empire britannique. À la suite d'une demande grandissante de la matière ligneuse, de nouveaux territoires d'exploration forestière sont découverts. En 1805, le territoire où se situe l'actuel emplacement de la ville de Gatineau est ouvert à la colonisation. L'ouverture du passage pour les terres du Témiscamingue se fait quant à elle en 1829. De fil en aiguille, l'industrie du sciage et des pâtes et papier se développe au Témiscamingue et par la suite, au début des années 1900, le chemin de fer ouvre le territoire de l'Abitibi. Des joueurs majeurs de l'industrie du sciage tels que la Pontiac Pulp And Lumber et Canadian International Paper Co. (CIP) parviennent à s'y établir.
L'univers forestier a toujours permis aux autochtones de vivre, mais la déforestation de plus en plus imposante vient perturber les écosystèmes et par le fait même vient menacer les communautés qui subsistent de cette ressource. Un des groupes d'Algonquins vivant cette réalité est celui du Lac Barrière. La réserve près de Maniwaki (Kitigan Zibi) a été établie pour les accueillir mais désireux de vivre sur leur territoire, ces derniers ont refusé de s'y établir. Ce groupe est établi sur une réserve créée en 1961 à 13 km au nord de Maniwaki, ils sont environ 650 individus sur 59 acres. En 1991, à la suite de la mise en place du régime CAAF (contrat d'aménagement et d'approvisionnement forestier), les Algonquins de Lac Barrière et les gouvernements provincial et fédéral ont négocié l'Accord trilatéral du Lac Barrière. Un Accord portant sur un modèle de développement durable. Ce dernier porte sur les 10 000 kilomètres carrés, une partie de leur territoire ancestral et vise à concilier les opérations de l'industrie forestière et le mode de vie traditionnel des Algonquins. En vertu de cet Accord, un plan d'aménagement qui tient compte des besoins de la communauté et de leurs connaissances écologiques est élaboré. L'exploitation forestière par les industriels est donc possible dans un climat de respect entre ces derniers et les Algonquins ; cependant pour ce faire, il faudrait bien entendu que cet Accord soit respecté,.

#### Des droits bafoués
Toutefois, cette entente eu en 1991 entre la communauté et les différents paliers de gouvernements qui devait respecter leurs coutumes, préserver leurs territoires mais aussi leur permettre de percevoir des compensations des activités de l'industrie forestière et celle de l'hydroélectricité a été suspendue en 2001 par le gouvernement fédéral. De plus, dans une volonté constante d'assimilation de la nation algonquine, mais aussi des peuples autochtones en général, le gouvernement fédéral en plus de ne pas reconnaître l'Accord mentionné plus haut veut imposer à la communauté un système de gouvernance. En vertu de la Loi sur les Indiens, une communauté autochtone a droit à son propre système de gouvernance. Cependant, lorsqu'il juge utile à la bonne administration d'une bande, le ministre des Affaires autochtones peut désigner le conseil d'une bande, comprenant un chef et des conseillers par le biais d'élections. Il serait catastrophique sur le plan de leur culture de permettre une telle manière de procéder. En effet, si cette volonté du gouvernement fédéral est appliquée il serait permis à un individu inscrit au registre de la bande qui n'habite pas le territoire de la communauté de participer aux élections. Par conséquent, le gouvernement fédéral espère en agissant ainsi, briser la connexion que le Lac Barrière a avec la terre et pouvoir gérer le territoire comme il l'entend,.
Pour conclure, la communauté algonquine du Lac Barrière est une des plus démunies territorialement parlant au Québec avec ses 59 acres. La situation aurait pu être bien différente de celle que vivent présentement ces hommes, ces femmes et ces enfants, si l'Accord trilatéral du Lac Barrière avait été respecté. Il serait insensé de croire qu'un peuple peut survivre en lui enlevant ce qui lui est le plus essentiel, soit son territoire, sa forêt et par conséquent son moyen de subvenir à ses besoins et sa culture.

## Premier contact entre les Européens et les Algonquins de l'Abitibi-Témiscamingue

### Perception des Autochtones

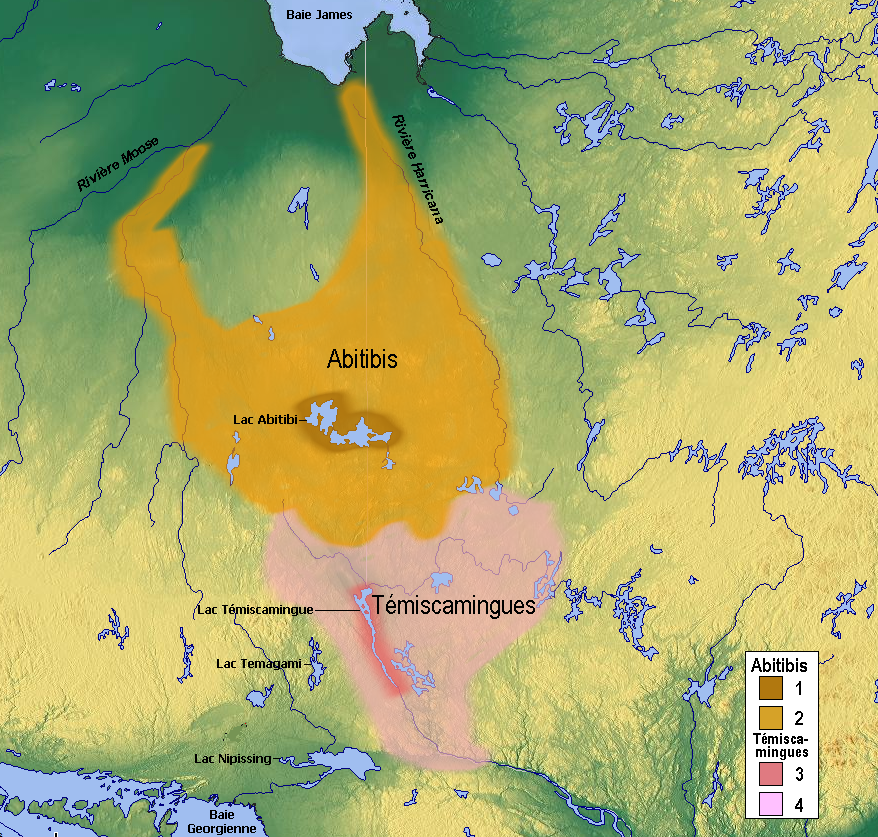
Les Témiscamingues (Algonquins) et les Abitibis (Cris) au XVIIe siècle.

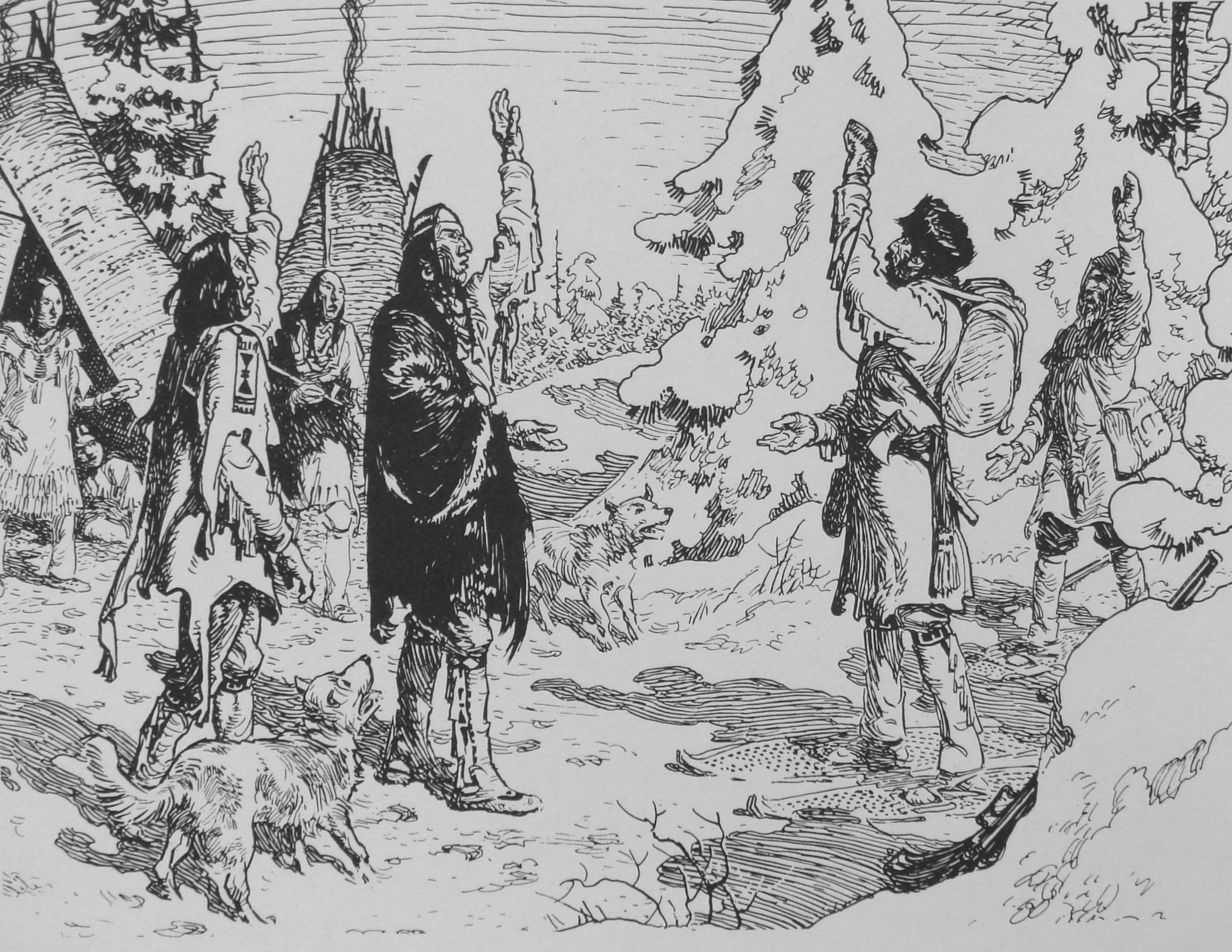
Arrivée de Radisson dans un camp amérindien en 1660.

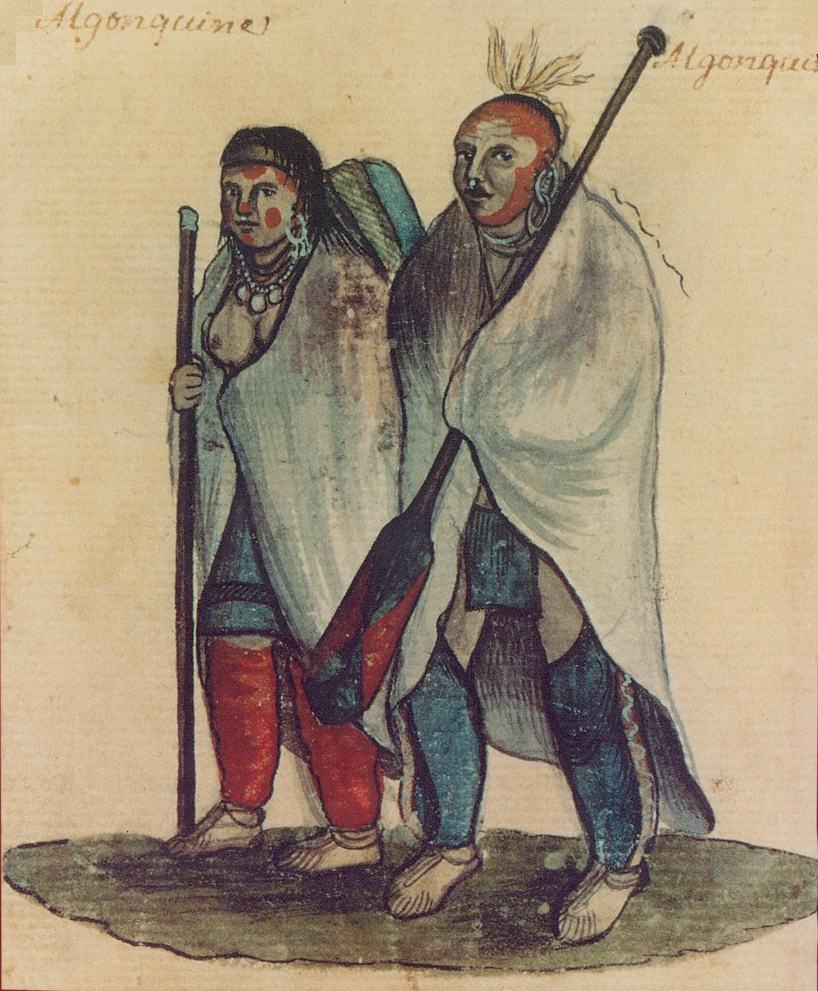
Couple d'Algonquins vers 1700 et 1720.

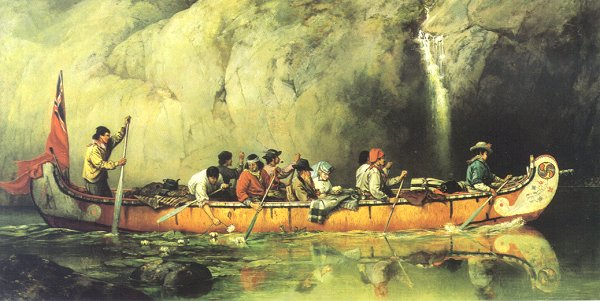
Scène représentant un gros canot à marchandises de la Compagnie de la Baie d'Hudson passant devant une chute.

Les peuples habitant l'Abitibi-Témiscamingue craignaient les nouveaux arrivants même avant de connaître les Européens. La raison encourageant ces peurs étaient les maladies. En effet, les Algonquins avaient entendu parler de nombreuses victimes de maladie après avoir été en contact avec l'homme blanc. Les peuples algonquiens vont jusqu'à appeler les étrangers « Nottaways » et « Nadowas » signifiants ennemis ou vipère en algonquin. C'est vers les années 1700 que les premiers contacts se font entre les Autochtones de l'Abitibi-Témiscamingue et les explorateurs européens venus à la recherche de nouvelles richesses à exploiter. Cette rencontre entre deux cultures bouleversera complètement le mode de vie algonquin.

### Premier contact officiel
Le chevalier de Troyes ou Pierre de Troyes serait possiblement le premier Européen à prendre contact avec les Autochtones abitibiens. En 1686, Pierre de Troyes et une centaine d'hommes partent en direction de la baie James pour combattre les Anglais en poste au fort Rupert (fort Charles), au fort Monsipi (fort Saint-Louis) et au fort Alpany (fort Quichichouane). Pour se rendre à ces endroits, les hommes de Troyes durent passer par le lac Témiscamingue et le lac Abitibi. Ces deux lacs sont des endroits où vivaient respectivement les Témiscamingues (Algonquins) et les Abitibis (Cris) de l'époque et c'est pour cela qu'un contact entre ces peuples est très fortement possible.

### Début de la cohabitation

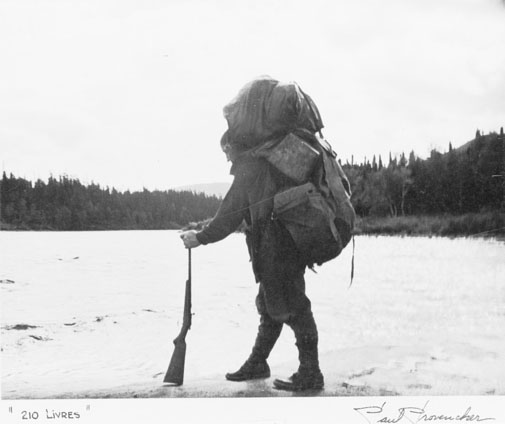
Photo d'un coureur des bois partant en expédition.

Par ailleurs, ce sont les trafiquants de pelleterie qui seront les premiers à prendre contact à long terme avec les Algonquins de l'Abitibi-Témiscamingue. À leur premier contact, ces marchands cherchent à commercer des peaux de castors. Les premiers habitants du territoire sont attirés par les objets que les Européens leur apportent. Ce sont des marchandises bon marché, rapidement intégrées à leurs habitudes de vie, ainsi que leur besoin de plus en plus grand en peaux de castor qui seront la cause du bouleversement de vie des Autochtones. Les nouveaux besoins créés par les biens des Européens poussera les Algonquins à chercher de plus en plus de peaux de castor. Ces objets, bien que banals, les rendront dépendants de leur relation avec ces derniers. En effet, les équipements, utiles à la vie de tous les jours, deviendront essentiels à ce nouveau mode de vie.

### Mariage entre deux cultures
Ces nouveaux contacts prendront parfois la forme de mariage entre Européens et Algonquins. Les ménages résultant de ce type d'union cherchent à devenir sédentaires, mais ils conserveront certaines traditions algonquines. La plupart s'installent près des postes de traite de la région. Par contre, la Compagnie de la Baie d'Hudson, employeur des chasseurs, cueilleurs, n'approuve pas ce type de relation. En effet, lorsque les hommes partent en expéditions ou retournent en Europe, la compagnie prend soin de leur famille et cela représente une responsabilité que la compagnie ne désire pas avoir,,.

## La cérémonie du mariage chez les Algonquins
Dans certaines cultures, le mariage a une signification propre à leurs croyances. Les autochtones du Québec, ont une cérémonie du mariage particulière et intéressante à découvrir. Dans l'article suivant, je vais vous faire voir, sous un angle différent, le rituel du mariage chez les Algonquins du Lac-Simon, en Abitibi-Témiscamingue. Il y aura dans le texte suivant, différentes étapes ainsi que de l'information sur le sujet, soit : 2 façons de voir le mariage des Algonquins, 2 concepts d'union, les mariages traditionnels, les vêtements de cette cérémonie, le festin, après le festin ainsi que le rituel symbolique lié au mariage.

### Deux façons de le voir
Le mariage chez les Algonquins peut être examiné de deux façons : soit comme une institution sociale, soit comme un rituel symbolique. Sur le plan social, le mariage est une institution par laquelle les groupes de parenté et les communautés reproduisent leur structure. Chez les Algonquins et autres sociétés du Nord, la << structure >> a été comprise comme l'organisation de la production économique, essentiellement basée sur la chasse et le piégeage. Le mariage est ainsi vu comme un instrument qui sert à promouvoir la division sexuelle du travail ou, par les alliances qu'il crée, comme un autre moyen d'accéder aux territoires de chasse et de piégeage. Mais il est encore vu, plus généralement, comme principe ou produit de la formation d'un groupe de coopération. 
(Recherches Amérindiennes au Québec, p. 87)

### Deux concepts d'union
Les Algonquins reconnaissent deux concepts d'union maritale : le nîbâwîmin et le wîdigemâdowin. Le premier, le nîbâwîmin, est un mariage qui se déroule dans un cadre cérémoniel et qui est reconnu aujourd'hui par les lois de l'Église et de l'État, alors que le wîdigemâdowin est une camaraderie consensuelle reconnue par la communauté comme signifiant << qui est avec >> ou << qui vit avec >> quelqu'un. Le wîdigemâdowin n'est pas inauguré par un événement rituel, et de ce fait, rien ne marque clairement le changement de statut. Contrairement au nîbâwîmin, il est vu comme un processus d'engagement dynamique et réversible. Il varie dans ses obligations entre les couples et leur parenté. Aujourd'hui, le wîdigemâdowin précède souvent le nîbâwîmin et, dans le cas éventuel d'une séparation, il lui fait suite puisque les Algonquins ont rarement recours à l'annulation de mariage ou au divorce civil.

### Les mariages traditionnels
Les mariages se déroulaient quand la bande se rassemblait à son lieu de rendez-vous d'été. Les organisateurs du mariage choisissaient deux témoins adultes, un homme et une femme tous deux mariés. Le rôle des témoins était de suivre et d'aider les fiancés. Les témoins accompagnaient le couple jusqu'à l'île où ils campaient pour la nuit. Lors du départ pour l'île, le couple part avec rien ou seulement une hache. Les fiancés devaient construire leur propre abri et acquérir leur nourriture pour ainsi prouver qu'ils pourraient faire cela durant toute leur vie. La communauté se regroupait pour voir le couple et les témoins partir vers l'île et se regroupait à nouveau pour saluer leur retour le jour suivant. Lorsqu'ils revenaient, les gens demandaient aux témoins certaines phrases comme : « Lui as-tu dit ceci et cela? », sinon, ils leur rappelaient leurs responsabilités concernant tel ou tel avis. Le chef donnait ensuite ses conseils aux nouveaux mariés. Puis la communauté tout entière donnait son avis sur tous les sujets qui auraient pu être oubliés. Durant la soirée, les gens jouaient du tambour et chantaient des chants indiens pendant que les chefs leur prêchaient. Même après l'arrivée des prêtres les gens continuaient à chanter pendant que l'officiant les mariait. Ils avaient leur propre façon de chanter, des chants de culte aux Indiens. Ils attachait leurs poignets avec des courroies en cuir, liant le couple à ses témoins, puis, plus tard ils les libéraient.

### Vêtement du mariage
Avec le temps, de nouvelles formes ont été incorporées. Auparavant des vêtements neufs en cuir étaient fabriqués pour la fiancée et le fiancé, par leur famille respective. Au début du XXe siècle, les fiancés portaient des vêtements achetés au magasin tandis que les fiancées faisaient leur propre robe garnie de rubans. Les mariées portaient des châles en signe de changement de statut : << Le châle est le voile. >> En 1961, les voiles étaient improvisés à partir de rideaux ou d'un autre tissu léger.

### Le festin
La communauté entière fournissait de la nourriture pour le festin, cela était pour que le couple ait une bonne vie et que leurs enfants soient en bonne santé. La fête était comme une bénédiction, en rapportant de la nourriture de la forêt, ils apportaient l'esprit de l'animal qui bénissait le mariage. Un vaste choix d'animaux présentés au festin était de bon augure. Les hommes étaient servis avant les femmes. Des paniers en écorce de bouleau étaient mis de chaque côté pour les offrandes de tabac et de nourriture provenant de l'assiette de chacun et destinées aux esprits, le bienfaisant << grand-père >> et le dangereux madjîoc, une entité spirituelle malveillante.

### Après le Festin
Les familles les plus proches donnaient au couple des cadeaux pratiques : une couverture en peaux de lièvre, un canot et un fusil. On reconnaissait ainsi leur compétence à contribuer à la maisonnées et à la production de la communauté. Puis les gens dansaient, souvent toute la nuit. Les vieilles danses sociales, qu'on se rappelle encore vaguement aujourd'hui, ont été remplacées à la fin de la période de la traite des fourrures, soit de 1760 à 1820, par des branles écossais, des sets carrés, et une variante de sets carrés appelée << danse de pas >>.

### Le rituel du mariage algonquin
Le rituel du mariage algonquin traditionnel symbolisait : la séparation et la réinsertion du couple par rapport aux consanguins; leur évolution vers une autonomie compétente; la complémentarité des sexes et des générations; la réunification et la reconstruction de la communauté dispersée sur une base saisonnière. Le rituel reconnaissait le principal intérêt qu'ont les groupes domestiques à se reproduire par les mariages qu'ils arrangent, et leur principale responsabilité à entraîner et à équiper leurs enfants pour la vie d'adulte. Ils séparait aussi les nouveaux mariés de leurs familles et de leur communauté et exigeait d'eux qu'ils démontrent une compétence sociale et technique.

### Conclusion
Pour conclure, nous avons découvert que les algonquins avaient des traditions différentes des nôtres concernant le mariage. Nous avons vue que les algonquins du Lac-Simon avaient 2 concepts d'union, soit nîbâwîmin, le mariage traditionnel reconnu par les lois de l'Église et de l'État, et le wîdigemâdowin, une camaraderie consensuelle reconnue par la communauté. Les mariés portaient, au début du XXe siècle, des vêtements achetés au magasin, tandis que les mariées fabriquaient elles-mêmes leur robe. Ils avaient aussi un rituel propre à leur culture concernant le festin, soit que les invités bénissaient l'animal pour bon augure au couple marié. De plus, après le festin, les invités s'abandonnaient à toutes sortes de danses et cela toute la nuit. Bref, que ce soit des Algonquins, des Cris et même des Blancs, le rituel du mariage reste un événement de haute importance avec des festivités propres à leur communauté ainsi que propre à leur culture.
Bibliographie : Recherches amérindiennes du Québec, VOL, XXIII, Num 2-3, 1993, p. 96-105.

## Assimilation des peuples autochtones à partir de 1850
D'abord considérés comme la prunelle des yeux du roi d'Angleterre lors de la Proclamation royale de 1763, les autochtones passent, à partir de 1820, d'une relation de paternalisme avec les Européens à une relation de coercition. La raison est simple : avant 1820, les autochtones sont essentiels au commerce des fourrures qui est en grande expansion en Europe. Mais voilà qu'en 1820, il commence un déclin progressif. La fin des guerres avec les États-Unis (Guerre d'indépendance de 1775-1783) vient également diminuer l'utilité qu'ils avaient en tant que partenaires militaires avec la colonie. De plus, de nouvelles activités économiques telles que l'exploitation forestière viennent créer le besoin d'exploiter plus de territoire. On veut donc prendre une partie des territoires qui avaient été conférés aux autochtones lors de la Proclamation royale de 1763 afin de permettre l'exploitation des richesses naturelles ainsi que de remédier au manque d'espace dû à l'expansion coloniale qui y est associée. Les autochtones, alors considérés comme une nuisance à tous ces projets, deviennent un problème de société qu'il faut vite régler. La méthode est simple : on veut les sédentariser afin de les assimiler à la vie coloniale.
Les autorités britanniques et canadiennes tenteront donc à partir de 1850 d'assimiler les premières nations par tous les moyens possibles. Cette volonté d'assimilation fut telle qu'en 1920, lors des débats relatifs à l'opportunité de décréter l'affranchissement obligatoire à la Chambre des communes, un artisan du nom de Ducan Campbell Scott s'exprima comme suit :
« Notre objectif est de poursuivre le travail jusqu'à ce qu'il n'y ait plus un seul Indien au Canada qui n'ait pas été absorbé dans le corps politique et jusqu'à ce qu'il n'y ait plus de question indienne ni de département des Affaires des Sauvages, tel est l'objectif principal de ce projet de loi. »
(APC, R.G. 19 1920)
Ils emploieront ainsi plusieurs méthodes telles que la création des réserves en 1850, l'appropriation de toute matière en lien avec les autochtones par le Fédéral en 1867 et la mise en application de la loi sur les Indiens en 1876. Ils espéreront de cette façon parvenir à leur fin.

### 1850 – Création des premières réserves autochtones

#### Petite historique
La volonté de vouloir assimiler les autochtones par la voie des réserves remonte à loin. En effet, dès 1637 alors qu'il devient nécessaire de protéger les autochtones pour des motifs militaires et de santé, les Jésuites réservent des terres pour les Hurons-Wendats tout en espérant faciliter leur conversion à la religion chrétienne. Cependant, c'est pour des raisons bien différentes et à partir de 1850 que l'on considère l'établissement des premières réserves autochtones au Québec.

#### Mise en place des premières réserves
C'est dans le but de laisser plus de territoire aux habitants non autochtones et à l'exploitation des ressources naturelles, mais également pour poursuivre les objectifs d'assimilation enclenchés depuis 1840 que le gouvernement met en place les premières réserves. C'est notamment sous certaines conditions telles que versement annuel et apport de biens (outils, animaux, etc.) et services (logement, santé, éducation) en échange de territoire que les autochtones signeront des traités les dépossédant de leurs terres.

#### Ententes trompeuses pour les autochtones
Malheureusement, plusieurs ententes verbales dans les traités s'avèreront extrêmement différentes des textes écrits, ce qui laissera place à plusieurs mésententes entre les deux parties. Dans la majorité des cas, les autochtones croyaient non pas céder leurs territoires, mais plutôt les partager. Plusieurs indices laissent également sous-entendre qu'ils n'étaient pas totalement conscients des conditions et des impacts qu'entrainerait la signature de ces traités. C'est notamment le cas, dans le traité numéro 9, pour la réserve de Pikogan, issue des Abitibiwinnis, une bande algonquine qui vivait en bordure du lac Abitibi. En 1906, alors que c'est individu rencontre des difficultés économiques relativement aux commerce des fourrures et des difficultés reliées à la saison hivernale, on leur propose contre leurs terres ainsi que tous droits, titres et privilèges en liens avec ces territoires une compensation financière. Ces concepts de possession ainsi que la langue dans laquelle est rédigée cette déclaration leur sont inconnus, ce qui les empêche de bien saisir l'ampleur de ce traité. La bande, située sur la frontière séparant le Québec de l'Ontario, verra ses membres être divisés en deux. Ceux de l'Ontario se verront proposer des conditions acceptables alors que ceux du Québec se verront refuser tout territoire, les obligeant à errer durant 50 ans le long du chemin de fer pour s'établir passagèrement à La Sarre, Amos et Senneterre, entraînant leur dispersement.

#### Les réserves algonquines au Québec
Quoi qu'il en soit, ce processus mènera à la création des deux premières réserves algonquine au Québec, soit Kitigan Zibi en 1851 et Timiskaming en 1853.
On compte aujourd'hui 9 réserves algonquines au Québec, soit les deux citées précédemment ainsi que Pikogan (1956), Winneway (1960), Rapid Lake (1961), Lac Simon (1962) [, Eagle village (1975), Kitcisakik et Hunter's Point.

### 1867 – Confédération canadienne: Compétence indienne: accordée au fédéral

#### Une absence remarquée
Lors de la création du Dominion du Canada, le gouvernement ne se préoccupe même pas de faire assister les premières nations au moment des rencontres même si les territoires qu'ils occupent sont concernés par cet acte. Toute matière relative aux autochtones ainsi qu'aux territoires qu'ils occupent deviendra alors un champ de compétence accordé au fédéral, qui devra désormais voir à lui seul à la politique d'assimilation de ces peuples.

### 1876 – Loi sur les Indiens

#### Le commencement
L'année 1876 marque un pas de plus dans l'objectif d'assimilation des autochtones avec la Loi sur les Indiens adoptée par Parlement du Canada. Les autochtones seront donc, à partir de ce moment, considérés comme des citoyens mineurs. Cette loi régira la majorité des aspects de la vie de ces derniers en s'appropriant toute matière relative au statut d'Indien, à l'appartenance aux bandes et à leur administration, à la gestion de leur argent, de leurs testaments et des successions ainsi qu'à l'éducation. C'est donc cette loi qui décidera de qui peut être considéré comme un Indien ou non. Les autochtones n'auront désormais plus la capacité de déterminer leurs membres. Ils se devront également d'être inscrits dans le Grand livre du ministère des Affaires indiennes afin de se voir conférer le statut d'Indien.

#### Un objectif caché
L'objectif à long terme de cette loi visait l'abandon du statut d'Indien par émancipation, c'est-à-dire le renoncement à vivre dans la communauté et à pratiquer ses coutumes dans le but de devenir citoyen à part entière. Cette loi ira même, en 1880, jusqu'à émanciper automatiquement un autochtone obtenant un diplôme universitaire et à donner l'autorisation au gouverneur en conseil d'émanciper un autochtone sans son consentement à la suite d'une demande du surintendant général des Affaires indiennes en 1933.

#### Rencontre de problème avec le registre des Affaires indiennes
C'est ainsi que certains autochtones, faute de renseignements enregistrés par le gouvernement sur leur communauté, se sont vu refuser le statut d'Autochtone et que d'autres ont dû faire face à plusieurs complications afin de l'obtenir. C'est le cas notamment des Algonquins de Trois-Rivières qui, lors du moment de leur inscription au registre des Affaires indiennes, se sont fait refuser l'accordement du statut puisqu'ils ne possédaient pas de numéro de bande émis par le ministère en 1951 permettant de les retracer, numéro qui avait été omis de leur donner lors de l'attribution. Avec seulement la tradition orale comme preuve et comme appui, cette communauté sera confrontée à plusieurs obstacles et devra effectuer plusieurs démarches afin de revendiquer ses droits et d'éviter sa disparition.

## Exploitation forestière et situation de la communauté algonquine du Lac Barrière
Depuis l'arrivée des blancs en Amérique du Nord, les relations entre ces derniers et les Algonquins ont souvent été une source de conflits. Les relations avec la communauté du Lac Barrière ne font pas exception. Les compagnies forestières ont repoussé sans cesse la limite de leurs activités, de concert avec les différents paliers gouvernementaux, confinant ainsi les communautés autochtones dans des territoires insuffisants quant à la superficie et aux ressources. Des causes de conflits entre ces deux groupes sont l'exploitation de la ressource ligneuse sur le territoire algonquin et la reconnaissance de leur nation.

### L'industrie forestière et les Algonquins
La guerre de 1793 entre l'Angleterre et la France stimule l'économie des colonies anglaise établies en Amérique du Nord. Ces dernières agissent comme fournisseurs de bois pour l'Empire britannique. À la suite d'une demande grandissante de la matière ligneuse, de nouveaux territoires d'exploration forestière sont découverts. En 1805, le territoire où se situe l'actuel emplacement de la ville de Gatineau est ouvert à la colonisation. L'ouverture du passage pour les terres du Témiscamingue se fait quant à elle en 1829. De fil en aiguille l'industrie du sciage et des pâtes et papier se développe au Témiscamingue et par la suite, au début des années 1900, le chemin de fer ouvre le territoire de l'Abitibi. Des joueurs majeurs de l'industrie du sciage tels que la Pontiac Pulp And Lumber et Canadian International Paper Co. (CIP) parviennent à s'y établir.
L'univers forestier a toujours permis aux autochtones de vivre, mais la déforestation de plus en plus imposante vient perturber les écosystèmes et par le fait même vient menacer les communautés qui subsistent de cette ressource. Un des groupes d'Algonquins vivant cette réalité est celui du Lac Barrière. La réserve près de Maniwaki (Kitigan Zibi) a été établie pour les accueillir mais désireux de vivre sur leur territoire, ces derniers ont refusé de s'y établir. Ce groupe est établi sur une réserve créée en 1961 à 134 km au nord de Maniwaki, ils sont environ 650 individus sur 59 acres. En 1991, à la suite de la mise en place du régime CAAF (contrat d'aménagement et d'approvisionnement forestier) les Algonquins de Lac Barrière et les gouvernements provincial et fédéral ont négocié l'Accord trilatéral du Lac Barrière. Un Accord portant sur un modèle de développement durable. Ce dernier porte sur les 10 000 kilomètres carrés, une partie de leur territoire ancestral et vise à concilier les opérations de l'industrie forestière et le mode de vie traditionnel des Algonquins. En vertu de cet Accord, un plan d'aménagement qui tient compte des besoins de la communauté et de leurs connaissances écologiques est élaboré. L'exploitation forestière par les industriels est donc possible dans un climat de respect en entre ces derniers et les Algonquins ; cependant pour ce faire, il faudrait bien entendu que cet Accord soit respecté.

### Des droits bafoués
Toutefois, cette entente eu en 1991 entre la communauté et les différents paliers de gouvernements qui devaient respecter leurs coutumes, préserver leurs territoires mais aussi leur permettre de percevoir des compensations des activités de l'industrie forestière et celle de l'hydroélectricité a été suspendue en 2001 par le gouvernement fédéral. De plus, dans une volonté constante d'assimilation de la nation algonquine, mais aussi des peuples autochtones en général, le gouvernement fédéral en plus de ne pas reconnaitre l'Accord mentionné plus haut veut imposer à la communauté un système de gouvernance. En vertu de la Loi sur les Indiens, une communauté autochtone a droit à son propre système de gouvernance. Cependant, lorsqu'il juge utile à la bonne administration d'une bande, le ministre des Affaires autochtones peut désigner le conseil d'une bande, comprenant un chef et des conseillers par le biais d'élections. Il serait catastrophique sur le plan de leur culture de permettre une telle manière de procéder. En effet, si cette volonté du gouvernement fédéral est appliquée il serait permis à un individu inscrit au registre de la bande qui n'habite pas le territoire de la communauté de participer aux élections. Par conséquent, le gouvernement fédéral espère en agissant ainsi, briser la connexion que le Lac Barrière a avec la terre et pouvoir gérer le territoire comme il l'entend.[non neutre]

### Conclusion
Pour conclure, la communauté algonquine du Lac Barrière est une des plus démunies territorialement parlant au Québec avec ses 59 acres. La situation aurait pu être bien différente de celle que vivent présentement ces hommes, ces femmes et ces enfants, si l'Accord trilatéral du Lac Barrière avait été respecté. Il serait insensé de croire qu'un peuple peut survivre en lui enlevant ce qui lui est le plus essentiel, soit son territoire, sa forêt et par conséquent son moyen de subvenir à ses besoins et sa culture,,.[non neutre]

## Loi sur les Indiens
Au XIXe siècle, l'industrie forestière est en plein essor au Québec, mais un problème la ralentit : les autochtones. Le gouvernement prend donc les choses en main et essaie de trouver une solution au problème. La Loi sur les Indiens est considérée comme la solution à ce problème.

### L'origine de la loi sur les Indiens
La loi sur les Indiens est la principale loi canadienne traitant des autochtones. Elle a été instituée en 1876. Avant l'entrée en vigueur de cette loi, le statut d'indien est considéré comme un état transitoire qui attribue à l'autochtone une protection jusqu'à ce qu'il devienne comme les citoyens canadiens et qu'il s'installe sur une terre pour y vivre avec sa famille hors d'une réserve. Quelques lois inspirées de la loi constitutionnelle de 1867 existaient déjà et promouvaient l'assimilation des Indiens à la société. En fait, au milieu du XIXe siècle, le gouvernement canadien prévoyait la disparition complète des autochtones à cause de la colonisation et du développement urbain. La loi sur les Indiens devait faciliter leur assimilation.

### L'assimilation
La Loi sur les Indiens avait un objectif ultime qui était la perte du statut de l'indien par l'assimilation. La notion d'émancipation était au cœur de la loi sur les Indiens. Si les autochtones satisfaisaient certains critères (article 109), ils pouvaient retrouver leur liberté et vivre hors de toute tutelle. L'article 109 traitait de l'émancipation : « Lorsque le ministre signale, dans un rapport, qu'un Indien a demandé l'émancipation et qu'à son avis, ce dernier
- est âgé de vingt et un an révolu,
- est capable d'assumer les devoirs et les responsabilités de la citoyenneté
- pourra, une fois émancipé, subvenir à ces besoins et à ceux des personnes à sa charge

Le gouverneur en conseil peut déclarer par ordonnance que l'Indien, son épouse et ses enfants mineurs célibataires sont émancipés. L'émancipation est de rendre libre, affranchir d'une autorité ou d'une contrainte. Pour la majorité des habitants du Canada, l'émancipation est automatique dès la naissance. Il n'en était pas de même pour l'Indien qui devait être âgé de 21 ans même si l'âge majeur est de 18 ans. Le ministre des Affaires indiennes jugeait ensuite de la capacité de l'autochtone à subvenir aux besoins des personnes placées sous sa charge et c'est seulement à ce moment qu'il pouvait être émancipé. La mention sur l'âge de 21 ans n'a été changée qu'en 1985 c'est-à-dire 14 ans après que le Code civil ait fixé l'âge de la majorité à 18 ans au Québec. Les Indiens devaient donc choisir entre deux options : la tutelle permanente par le gouvernement et n'avoir pas plus de droits qu'un mineur ou l'émancipation qui se résumait à l'assimilation et à perdre leur identité et leurs coutumes.

### Discrimination des sexes et dépendance
Une discrimination sur les sexes était présente dans la Loi sur les Indiens. Une femme autochtone qui se mariait à un homme non indien perdait automatiquement son statut d'indien. En effet, elle devait donc quitter la communauté et perdait tous ses droits de participation à la politique indienne. De plus, elle ne pouvait plus être enterrée parmi ses ancêtres. Un homme autochtone épousant une non autochtone n'avait pas à se conformer à ces conditions. Cette partie de la Loi sur les Indiens n'a été abolie qu'en 1985 après de longues luttes des femmes indiennes contre cette injustice. La Loi sur les Indiens ne s'arrête pas là, si un Indien obtenait un diplôme universitaire, il était automatiquement émancipé et avec lui, sa famille et tous ses descendants. De plus, le gouvernement pouvait émanciper sans raison et sans son consentement un Indien sous la simple recommandation du surintendant général des affaires indiennes.
En conclusion, malgré les grands changements apportés à la Loi sur les Indiens en 1951 et en 1985, cette loi demeure la principale par laquelle le gouvernement canadien peut exercer son pouvoir sur les Indiens inscrits. Elle régit encore aujourd'hui la plupart des aspects de leur vie. Notamment les terres et les ressources ainsi que l'éducation,.

## Les Pensionnats
Le régime des pensionnats indiens aussi connu sous le nom d'écoles résidentielles mises en place au Québec de 1934 à 1970 avait pour but l'évangélisation et l'assimilation progressive des peuples autochtones. Cette section abordera sur l'historique des pensionnats, un exemple de journée type, les bienfaits et lacunes des pensionnats, et plus spécifiquement le pensionnat à St-Marc de Figuery.

### Historique des pensionnats au Québec
- 1882 : Instauration des pensionnats Indiens au Canada
- 1920 : Interdiction des pratiques traditionnelles
- 1930 : L'éducation et le soin de leurs enfants est enlevé aux parents autochtones
- 1931 : on conte quatre-vingts écoles résidentielles au Canada
- 1936-1952 : création de deux pensionnats indiens, l'un catholique et l'autre protestant à Fort George
- 1948-1965 : Pensionnat indien de St-Marc (Amos)
- 1952-1967 : Pensionnat indien de Sept-Îles
- 1956-1965 : Pensionnat indien de Pointe Bleue
- 1962-1980 : Pensionnat indien de La Tuque
- 1969 : Le gouvernement met fin à ces ententes avec la commission Hawthorne
- 1970 : Fin des pensionnats
- 1986 : Les églises responsables des écoles résidentielles présentent des excuses publiques¸
- 1998 : le gouvernement du Canada s'engage à consacrer un montant de 350 millions de dollars pour les membres des peuples autochtones qui ont souffert des séquelles subies dans les pensionnats[35],[36],[37].

### Journée au pensionnat
En septembre, à leur entrée au pensionnat, les enfants devaient se départir de leurs croyances, de leurs habitudes, et de leurs traditions afin de se fondre aux Blancs, ils enfilaient de nouveaux vêtements, leurs valises et effets personnels leur étaient confisqués et on leur coupait ou rasait les cheveux. Une fois habillés, les enfants étaient numérotés selon leur âge.
Les enfants avaient des journées très denses et encadrées. Il y avait une routine pour les filles et une pour les garçons. Alice Rutherthouse, de la nation algonquine, a fréquenté le pensionnat d'Amos de sept à quatorze ans et évoque un emploi du temps trop strict :
« Trop réglé, trop rigide, trop religieux, trop discipliné. […] J'étais une adulte dans un corps d'enfant. Je regrette de ne pas avoir agi comme une enfant de mon âge. »
Voici un exemple de journée des garçons dans le pensionnat de Pointe-Bleu : Le lever s'effectuait à 6 h 30 il devait ensuite faire les lits. À 6 h 45 débutait la messe. Le petit-déjeuner était à 7 h. Ensuite à 8 h les enfants se dirigeaient à l'école et retournaient au pensionnat à 11 h 30 pour le dîner. Le retour en classe s'effectuait à 13 h et ils revenaient au pensionnat, où ils se changeaient d'habillement et prenaient la collation à 16 h 30. À 17 h il s'agit de la session d'études et à 18 h le souper. À 19 h, ils avaient une période libre, de jeux et une nouvelle session d'études. Par la suite à 20 h c'était la collation et des jeux organisés par exemple du hockey de salle. Leur journée se terminait à 21 h pour les plus jeunes et 22 h 30 pour le plus grand avec le coucher.

### Bienfaits et lacunes des pensionnats
L'enseignement complet a permis à la plupart des jeunes autochtones d'en sortir diplômés et instruits. Les travaux d'entretien ont enseigné aux pensionnaires l'ordre et l'organisation dans leur vie quotidienne sur les plans de la discipline et de l'hygiène. Les jeunes filles ont appris à cuisiner, faire le ménage et pour quelques-unes, la couture. L'aspect le plus bénéfique était la pratique du sport ou de la musique, puisque ces activités les sortaient de leur quotidien et les divertissaient.
«J'ai appris de bonnes et de mauvaises choses au pensionnat. Les bonnes étaient le partage, le respect, la solidarité entre pensionnaires. Les mauvaises choses étaient l'orgueil, la honte et l'humiliation.» Alex Ruperthouse, de la Nation algonquine et ayant fréquenté le pensionnat d'Amos de 1955 à 1960.

### Lacunes
L'éloignement et le déracinement sont l'une des plus grosses lacunes des pensionnats, la plupart des pensionnaires ont vécu comme un traumatisme en ayant été séparés de leur famille. Ils se retrouvaient loin de leur famille et séparé longtemps. En effet, ils pouvaient se situer à plus de 300 kilomètres de chez eux notamment entre les environs de Joutel et Amos. Puisqu'ils étaient privés de leur culture indienne, ils ont subi un grand déracinement. La langue pouvait devenir un grand problème lorsque les enfants revenaient dans leur famille durant l'été puisque ayant parlé français et anglais tout au long de l'année, ils étaient incapables de conserver leur langue d'origine. Il y a ensuite les nombreux sévices physiques, psychologiques et moraux qu'ont subis certains pensionnaires. Il y a ensuite le désespoir, certains ne supportaient pas l'éloignement ou les mauvais traitements et ont tenté de fuguer et se sans succès. D'autres jeunes ont préféré se donner la mort.

#### Les abus dans les pensionnats
Les abus physiques, sexuels, psychologiques de la part des religieux dans les pensionnats indiens au Québec ont affecté douloureusement les autochtones. En Abitibi-Témiscamingue, le pensionnat de Saint-Marc-de-Figuery a accueilli plus d'un millier de jeunes de 1955 à 1973. L'objectif principal celui de favoriser l'assimilation des peuples autochtones. Les enfants les plus maltraités étaient les orphelins et les filles ( Les pensionnats indiens au Québec un double regard, Gilles Ottawa, août 2010). Les conséquences ont été très difficiles dans le futur pour ces enfants dans plusieurs domaines de leur vie, mais aussi sur le plan des relations avec leurs proches, leur communauté et dans l'éducation de leurs enfants.

##### La fondation autochtone de guérison
Fondée le 31 mars 1998, la fondation autochtone de guérison est une corporation privée, sans but lucratif, d'envergure nationale qui vient en aide à toutes les personnes qui ont subi des abus sexuels, physiques, psychologiques, culturels lors de l'assimilation des pensionnats indiens. Ainsi, cette fondation appuie les autochtones afin qu'ils puissent faire une démarche de guérison avec leur passé y compris les répercussions intergénérationnelles. La fondation se considère comme des facilitateurs de processus de guérison qui aide les autochtones et leurs collectivités.

### Pensionnat à St-Marc de Figuery (1948-1965)

#### Lieu
Le pensionnat était un bâtiment pouvant recevoir 200 élèves. «Cette bâtisse» est décrite par un oblat comme étant entièrement blanche, architecture moderne, arborant un parloir décoré à l'indienne, des classes propres, éclairées et garnies d'un mobilier sobre, mais élégant. On y dénombre quatre dortoirs pour garçons et quatre pour filles, six classes, deux salles de récréations, une cuisine, un réfectoire et une chapelle. L'hiver, une grande patinoire servait au hockey, au ballon-balai et au patinage libre, une glissade avec traînes sauvages complétait le tout. Une plage sur le lac Lamotte servait de pique-nique et de baignades en été.

#### Les pensionnaires
Les enfants provenaient surtout d'Abitibi (Algonquins), du Haut-Saint-Maurice (Attikameks) et du Grand lac Victoria (Algonquins). Il semble y avoir eu aussi quelques Abénaquis et Ojibways. Ils ne parlaient ni le français, ni l'anglais à leur arrivée vers l'âge de sept ans. Dans toutes les années confondues, l'âge des élèves variait de sept à treize ans.

#### Vie au pensionnat
Les matières académiques enseignées étaient le catéchisme, le français, les mathématiques et l'anglais. Un ex-pensionnaire mentionne avoir appris l'histoire du Canada avec les mêmes textes que ceux utilisés dans les écoles publiques régulières, il voyait l'histoire de son peuple selon les blancs: décrit comme des sauvages, méchants et païens.

#### Conclusion
Les enfants autochtones se sont fait enseigner que tout ce qui était indien était mauvais. La majorité des survivants des pensionnats partagent des histoires de solitude, de discipline sévère et d'abus. En plus d'être séparés de leurs parents, de leurs familles ils étaient aussi coupés de leur culture, de leur langue et de leur tradition.

### Autres sources
- Ministère des ressources naturelles et de la faune, révisé en 1997-1998, Piégeage et gestion des animaux à fourrure, Bibliothèque et Archives nationales du Québec, édition fédération des trappeurs gestionnaire du Québec.
- La chasse et le piégeage huronne, Ces hommes Dits sauvages « François-Marc Gagnon »

## Filmographie
- Le Peuple invisible, un documentaire de Richard Desjardins et Robert Monderie, l'ONF, 2008.